# Kamerun
Republika Kamerun je unitarna republika v Srednji Afriki, ki na zahodu meji na zaliv Biafra in Nigerijo, na severovzhodu na Čad, na vzhodu na Srednjeafriško republiko, ter na jugu na Kongo, Gabon in Ekvatorialno Gvinejo.

## Naravne razmere

### Lega in površje
Kamerun leži v Ekvatorialni Afriki. Razteza se od Gvinejskega zaliva na JZ do Čadskega jezera na SV. Ob Gvinejskem zalivu je široka obalna ravnina,  ki se proti notranjosti dvigne v ravnike Spodnjegvinejskega praga, na zahodu pa se nad njo dviga delujoč ognjenik Kamerunska Gora (Mont Cameroun, 4095, zadnji izbruh: 1982). Od tam se proti SV vzdolž meje z Nigerijo razteza Kamerunsko višavje, sestavljeno iz več vulkanskih hribovij.
V srednjem delu od zahoda proti vzhodu  poteka Adamavsko višavje, ki je pomembna  ločnica med ekvatorialnim in savanskim delom države. Na severu se višavje spušča v tektonski jarek z reko Bénoué.  Ob rekah Logone in Chari je poplavna ravnina, ki se na severu spusti v ravno dno Čadske kotline.

### Podnebje
Podnebje na jugu države je ekvatorialno,  z  deževno dobo od marca do novembra in neizrazito sušno dobo od decembra do februarja. Čez celo leto so temperature visoke.
V srednjem in severnem delu Kameruna je podnebje savansko . Tam se količina padavin zmanjša, hkrati se pa sušna doba podaljšuje.

### Vode
Vode z JV dela države spadajo k porečju Konga, vode s srednjega ter zahodnega dela se stekajo v Gvinejski zaliv, severni deli pa v Čadsko jezero, katerega manjši del plitvega jezera spada h Kamerunu. Reke na severu države večinoma presahnejo.
Največje reke so:	
- Bénoué (1083km, pritok Nigra)
- Sanaga (920km)
- Logone (900km, pritok Čadskega jezera)

### Tla in rasje
Na višavjih prevladujejo feralsoli, na vulkanskih kamninah višavja so rodovitni andosoli, medtem ko na savanskem severu prevladujejo vertisoli.
Gozdovi prekrivajo 50% površine Konga. Najdemo jih predvsem v obalni ravnini ter v južnem in srednjem delu višavja, kjer se razteza tropski deževni gozd, ki proti severu prehaja v visokotravnato savano z galerijskimi gozdovi ob rekah. V Čadski kotlini je nizkotravnata savana.

## Prebivalstvo in poselitev

### Prebivalstvo
Prebivalstvo je jezikovno in kulturno zelo raznoliko, saj se deli na okoli 200 ljudstev. Najstarejši prebivalci so Pigmejci v gozdovih na JV, južne in osrednje dele do reke Sanga poseljujejo bantujska ljudstva.  Na severu države živijo zelo različne skupine ljudstev,  prevlado nad njimi so v 19. st prevzeli Fulani. Ob občasno tekočih rekah in nižjih hribovjih živijo ljudstva iz nigersko-čadske skupine.
Po veroizpovedi so prebivalci katoličani (26%), pripadniki tradicionalnih verstev (24%), muslimani (21%) in protestanti (21%).

### Poselitev
Kamerun je najpogosteje poseljen na obali in v zahodnem delu države  ter na hribovju Mandara na severu. Na jugu prevladujejo zaselki ter samotne kmetije, v osrednjem delu države pa obcestne vasi.
Večja mesta: Douala, Yaoundé, Garoua, Kousséri, Bamenda, Maroua, Bafoussam, Mokolo.

## Državna ureditev
Po ustavi, vpeljani 2. 6. 1972, je Kamerun predsedniška republika. Volilno pravico imajo državljani starejši od 20 let. Predsednika volijo na 7 let.

## Zgodovina
V prvem stoletju so okolico Čadskega jezera naselili člani Sao civilizacije, med 9. in 19. stoletjem pa je tam obstajala država Kanem. Portugalci so na območje današnjega Kameruna prišli v 15. stoletju,  14. 7. 1884 pa je postal Nemška kolonija. Po porazu  Nemčije v 1. svetovni vojni sta si ga razdelili Francija (80%) in Velika Britanija. Francoski del Kameruna je dosegel neodvisnost leta 1946, severni del Britanskega Kameruna se je na plebiscitu 11. 2. 1961 odločil za Nigerijo, južni del pa za združitev s (prej francoskim) Kamerunom. 1. 10. 1961 je bila ustanovljena Federativna republika Kamerun. Federacijo so razpustili po referendumu leta 1972.

## Gospodarstvo
Po osamosvojitvi je Kamerun dosegel gospodarsko rast predvsem zaradi izvoza. Najpomembnejša gospodarska panoga je kmetijtsvo, saj se z njim preživljata približno dve tretjini prebivalstva. Prevladujejo majhne tradicionalne kmetije.
Večino oskrbe z elektriko predstavljajo hidroelektrarne (najpomembnejša na reki Sanaga), imajo pa tudi nekaj zemeljskega plina.  Nafto črpajo vse od leta 1977, od leta 1980 pa je postala najpomembnejši produkt za izvoz. Prav tako imajo nahajališča boksita, železove, nikljeve in uranove rude, pa tudi  diamantov in zlata.
Kamerun ima za afriške razmere dobro razvito industrijo, ki je usmerjena predvsem v oskrbo domačega trga. Za izvoz najbolj pomembna je tovarna aluminija, ostale bolj razširjene industrijske panoge pa so živilska, kovinska, lesna, tekstilna in petrokemična.

## Naravne in kulturne znamenitosti
- Campo-Ma´an
- Dja
- Ekom  (Chutes d'Ecom)
- Foumban
- Kamerunska gora  (Mont Cameroun)
- Korup
- Mandara
- Ngaoundéré
- Ring Road
- Waza
- Yaoundé